# Alpina coracina
Alpina coracina är en fjärilsart som beskrevs av Eugen Johann Christoph Esper 1805. Alpina coracina ingår i släktet Alpina och familjen mätare. Inga underarter finns listade i Catalogue of Life.